# 1185
Високе Середньовіччя •  Золота доба ісламу •  Реконкіста •  Хрестові походи •  Київська Русь

## Геополітична ситуація
Ісаак II Ангел очолив Візантію (до 1195). Фрідріх Барбаросса є імператором Священної Римської імперії (до 1190). Філіп II Август править у Франції (до 1223).
Апеннінський півострів розділений: північ належить Священній Римській імперії, середню частину займає Папська область, більша частина півдня належить Сицилійському королівству. Деякі міста півночі: Венеція, Піза, Генуя тощо, мають статус міст-республік, частина з яких об'єднана Ломбардською лігою.
Південь Піренейського півострова в руках у маврів. Північну частину півострова займають християнські Кастилія, Леон (Астурія, Галісія), Наварра, Арагонське королівство (Арагон, Барселона) та Португалія. Королем Англії є Генріх II Плантагенет (до 1189), королем Данії — Кнуд VI (до 1202).
У Києві княжить Святослав Всеволодович (до 1194). Ярослав Осмомисл княжить у Галичі (до 1187), Ярослав Всеволодович у Чернігові (до 1198), Всеволод Велике Гніздо у Володимирі-на-Клязмі (до 1212). Новгородська республіка та Володимиро-Суздальське князівство фактично відокремилися від Русі. У Польщі період роздробленості. На чолі королівства Угорщина стоїть Бела III (до 1196).
На Близькому Сході існують держави хрестоносців: Єрусалимське королівство, Антіохійське князівство, графство Триполі. Сельджуки окупували Персію та Малу Азію, в Єгипті та частині Сирії править династія Аюбідів, у Магрибі панують Альмохади, у Середній Азії правлять Караханіди та Каракитаї. Газневіди втримують частину Індії. У Китаї співіснують держава ханців, де править династія Сун, держава чжурчженів, де править династія Цзінь, та держава тангутів Західна Ся. На півдні Індії домінує Чола. В Японії розпочався період Камакура.

## Події

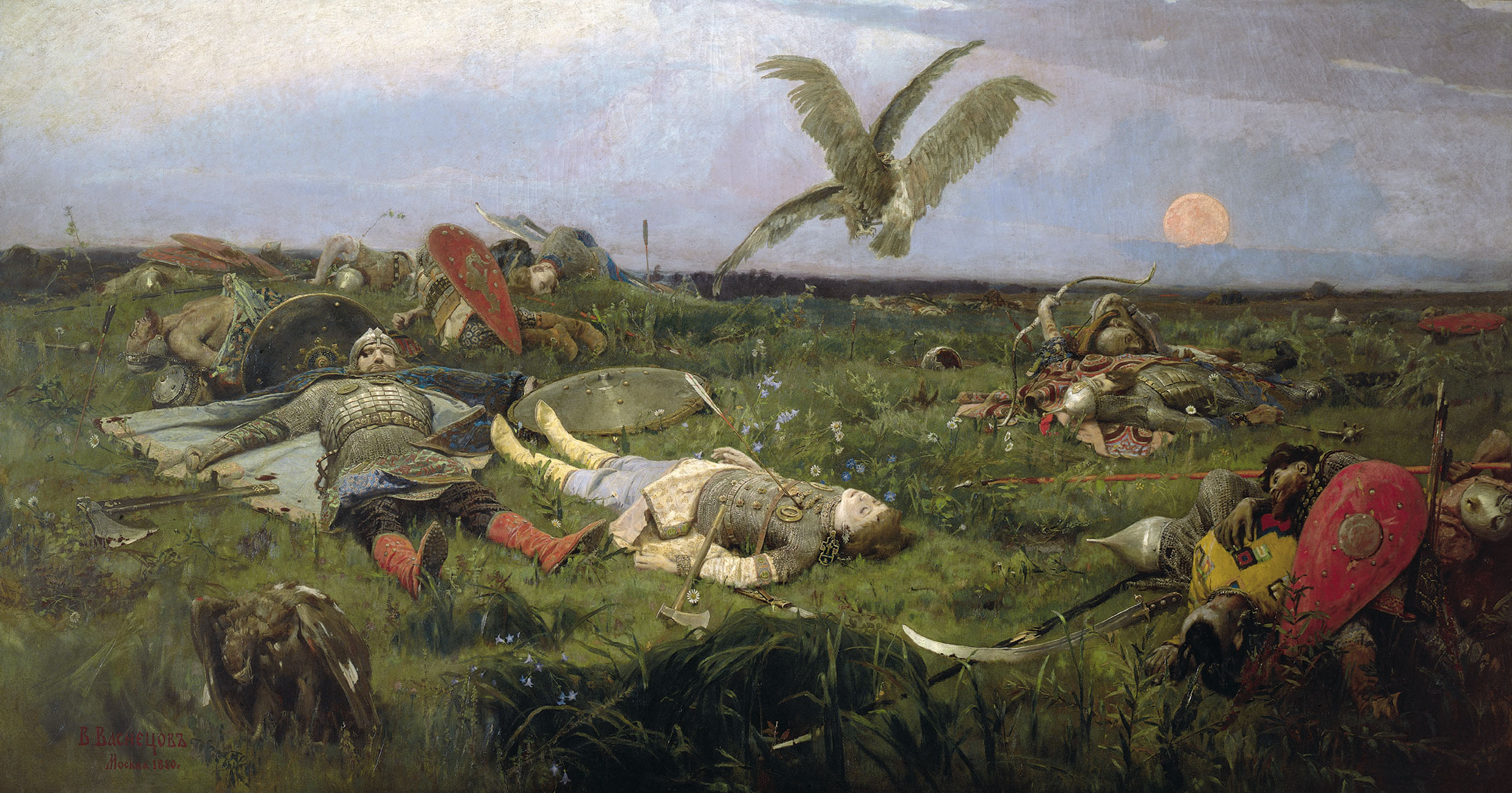

- Новгород-сіверський князь Ігор Святославич здійснив невдалий похід на половців, оспіваний у Слові о полку Ігоревім.
- Урбана III обрано 171-м папою римським.
- Король Англії Генріх II Плантагенет послав свого сина принца Джона в Ірландію. Попри провальний похід, Генріх все ж домігся від папи римського Урбана III коронації Джона королем Ірландії.
- Санчо I став королем Португалії.
- Нормани з Сицилійського королівства напали на візантійські володіння на Балканах, розграбували Фессалоніки, але все ж зазнали поразки від полководця Олексія Врани.
- Болгари, серби та волохи на чолі з Іваном та Тодором Асенями підняли повстання проти візантійського правління.
- Внаслідок повстання проти візантійського імператора Андроніка I Комніна Ісаак II Ангел став новим василевсом. Андроніка Комніна вбив розлютований натовп.
- Балдуїн V став королем Єрусалиму після смерті хворого на проказу батька, Балдуїна IV.
- Грузинська цариця Тамара освятила печерний монастир Вардзіа.
- Мухаммад Горі захопив Лахор у Пенджабі.
- У Японії клан Мінамото завдав поразки клану Тайра в морській битві при Данноура. Ця перемога призвела до утворення Камакурського сьогунату і початку періоду Камакура.